# Clavito (herramienta)

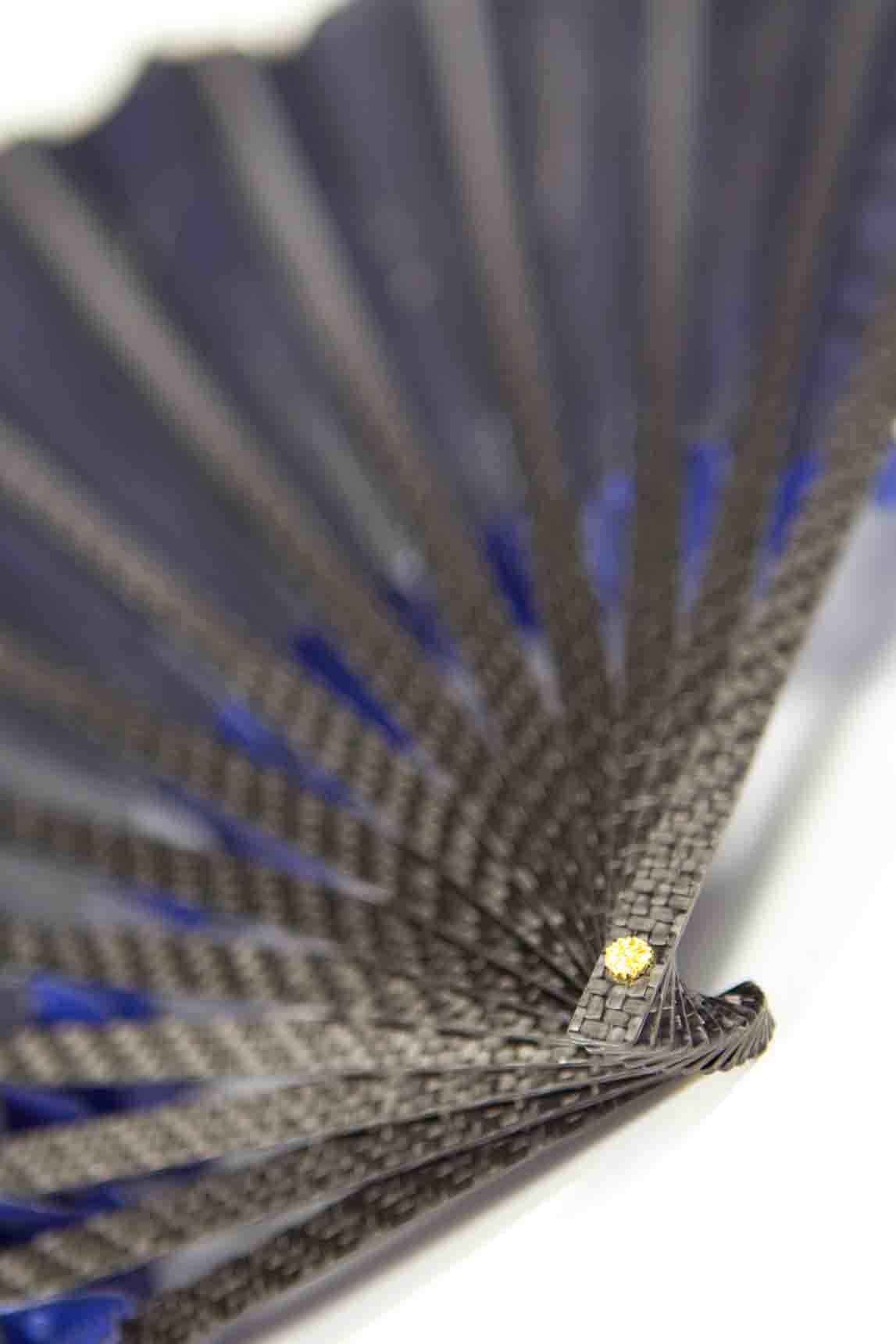
Clavillo en un abanico francés

Se llama clavito o clavillo a un pasador de metal que va insensiblemente afinando por uno de sus lados. 
No hay casi ningún arte industrial que no haga uso del clavillo que se utiliza para unir dos o más piezas metálicas o de otro material una con la otra. Así ocurre por ejemplo, con las varillas de un abanico o las dos hojas de unas tijeras. También se hace gran uso de él en relojería.